# Episodi di General Electric Theater (seconda stagione)
La seconda stagione della serie televisiva General Electric Theater è andata in onda negli Stati Uniti dal 5 luglio 1953 al 20 giugno 1954 sulla CBS.
| nº | Titolo originale              | Prima TV USA      |
| -- | ----------------------------- | ----------------- |
| 1  | Bilshan and the Thief         | 5 luglio 1953     |
| 2  | Thirteen O'Clock              | 19 luglio 1953    |
| 3  | The Wine of St. Albans        | 2 agosto 1953     |
| 4  | Test of Love                  | 16 agosto 1953    |
| 5  | The Cat with the Crimson Eyes | 30 agosto 1953    |
| 6  | Twinkle, Twinkle, Little Star | 6 settembre 1953  |
| 7  | My Wife, Poor Wretch          | 20 settembre 1953 |
| 8  | Confession                    | 18 ottobre 1953   |
| 9  | Woman's World                 | 25 ottobre 1953   |
| 10 | The Hunted                    | 15 novembre 1953  |
| 11 | Atomic Love                   | 22 novembre 1953  |
| 12 | The Marriage Fix              | 29 novembre 1953  |
| 13 | The Eye of the Beholder       | 6 dicembre 1953   |
| 14 | Walking John Stopped Here     | 24 gennaio 1954   |
| 15 | Foggy Night                   | 14 febbraio 1954  |
| 16 | Here Comes Calvin             | 21 febbraio 1954  |
| 17 | That Other Sunlight           | 14 marzo 1954     |
| 18 | Pardon My Aunt                | 4 aprile 1954     |
| 19 | To Lift a Feather             | 2 maggio 1954     |
| 20 | Wild Luke's Boy               | 16 maggio 1954    |
| 21 | Exit for Margo                | 23 maggio 1954    |
| 22 | You Are Young Only Once       | 6 giugno 1954     |
| 23 | The Crime of Daphne Rutledge  | 13 giugno 1954    |
| 24 | Desert Crossing               | 20 giugno 1954    |

## Bilshan and the Thief
- Diretto da:
- Scritto da:

### Trama
- Guest star: Aurello Galli, Harry Landers

## Thirteen O'Clock
- Diretto da:
- Scritto da:

### Trama
- Guest star: Eduard Franz, John Qualen, Lurene Tuttle, Richard Hale, Kurt Katch, Sean McClory

## The Wine of St. Albans
- Diretto da:
- Scritto da:

### Trama
- Guest star: Dan O'Herlihy, Louis Jean Heydt

## Test of Love
- Diretto da:
- Scritto da:

### Trama
- Guest star: Noel Drayton, Queenie Leonard, Sean McClory, Rhys Williams

## The Cat with the Crimson Eyes
- Diretto da: John Brahm
- Scritto da: Bernard C. Schoenfeld

### Trama
- Guest star: Rita Moreno, Pilar Arcos, Edward Arnold, Jan Arvan, Eugene Iglesias, Claudia Barrett, Richard Benedict, Charles McGraw, Edward Colmans

## Twinkle, Twinkle, Little Star
- Diretto da:
- Scritto da:

### Trama
- Guest star: Marilyn Maxwell, James Dobson, Mabel Albertson, James Marston, Saul Gorss, Olan Soule, Betty Bassett

## My Wife, Poor Wretch
- Diretto da:
- Scritto da:

### Trama
- Guest star: Frances Gifford, Allyn Joslyn, James Flavin, Dayton Lummis

## Confession
- Diretto da:
- Scritto da: Edith Wharton (soggetto)

### Trama
- Guest star: Robert Newton, Mark Stevens, Frances Rafferty

## Woman's World
- Diretto da:
- Scritto da:

### Trama
- Guest star: Ann Rutherford (Joan), Peter Lawford (John), Virginia Bruce (Adele), Otto Kruger (Charles), Marilyn Erskine (Sally), Richard Powers (Slocum)

## The Hunted
- Diretto da:
- Scritto da:

### Trama
- Guest star: Preston Foster, Evelyn Ankers, Larry J. Blake, Skip Homeier

## Atomic Love
- Diretto da:
- Scritto da:

### Trama
- Guest star: Marjorie Rambeau (Zia Sophronie), Joyce Holden (Alison), Dennis Morgan (Roger Duane), John Hubbard, Ruth Lee, Gloria Winters, Danny Sue Nolan

## The Marriage Fix
- Diretto da:
- Scritto da:

### Trama
- Guest star: Marvin Kaplan (Marvin), Jack Benny (Tom Jones), Jack Carson (Joe Bushwick), Joan Shawlee (Angie McGonigle), Elizabeth Patterson (Madame Elaine), Joe Turkel, Harvey Grant, Richard Reeves

## The Eye of the Beholder
- Diretto da: Felix Feist
- Scritto da: Hannah Grad Goodman (sceneggiatura)

### Trama
- Guest star: Richard Conte, Martha Vickers, Otto Waldis, Katherine Warren, Charles Victor, Ivan Triesault

## Walking John Stopped Here
- Diretto da:
- Scritto da:

### Trama
- Guest star: Peter Hansen (Peter Forbes), Edward Arnold (John Prescott), Vera Miles (Terry), Veda Ann Borg (Ruby Harlan), Emmett Vogan (dottor Sloane)

## Foggy Night
- Diretto da:
- Scritto da:

### Trama
- Guest star: Claire Trevor (Cora Leslie), Willis Bouchey (sergente Barth), Thomas Browne Henry (Gresham), Lawrence Ryle (Whitaker)

## Here Comes Calvin
- Diretto da: William Asher
- Scritto da: Mark Lachman e Charles Stewart

### Trama
- Guest star: Jack Carson, Mabel Albertson, Robert Carson, Phyllis Coates, Gabriel Curtiz, Allen Jenkins, Moroni Olsen, Herb Vigran

## That Other Sunlight
- Diretto da:
- Scritto da:

### Trama
- Guest star: David Brian (David), Marjorie Lord (Millie), Martha Vickers (Helen), Sheila James Kuehl (Sheila)

## Pardon My Aunt
- Diretto da: Jean Yarbrough
- Scritto da: Robert Riley Crutcher

### Trama
- Guest star: Richard Carlson (Archie Hawkins), Zasu Pitts (Zia Laura), Claudia Barrett (Elaine Parker), William Phillips (George Hanson)

## To Lift a Feather
- Diretto da:
- Scritto da:

### Trama
- Guest star: Ruth Hussey (Emma), William Lundigan (Charlie), Skelton Knaggs (Man on Crutches), Tor Johnson (Bald Man)

## Wild Luke's Boy
- Diretto da: Alfred E. Green
- Scritto da: Nathaniel Curtis

### Trama
- Guest star: Alan Young (Alan Parker), Veda Ann Borg (Lili Trent), Mary Young (Zia Molly), Lee Aaker (Tim Kelly), Nancy Hale (Silvia), Stanley Andrews (giudice Mathews), Claude Akins (Steve Crawford), Robert Lowery (Chris), Steve Conte (Bandit)

## Exit for Margo
- Diretto da:
- Scritto da:

### Trama
- Guest star: June Havoc (Margo), Nancy Gates (Janice Kent), Victor Jory (Andrew Perry), Tom Powers (Stark)

## You Are Young Only Once
- Diretto da: Frank Wisbar
- Scritto da:

### Trama
- Guest star: Joan Bennett (Bettina Blane), John Beal (John Desmond), Melinda Markey (Alison Blane), Tom Irish (Tommy)

## The Crime of Daphne Rutledge
- Diretto da: Frank Wisbar
- Scritto da: David Victor e Herbert Little, Jr.; Adela Rogers St. John (soggetto)

### Trama
- Guest star: Hugh Marlowe (Fred Rutledge), Angela Lansbury (Daphne Rutledge), John Litel (Phillip), Gloria Talbott, John Close, John Eldredge, Charles Meredith, Michael Monroe, Emory Parnell, Frieda Inescort (Marian Rutledge)

## Desert Crossing
- Diretto da:
- Scritto da:

### Trama
- Guest star: Miriam Hopkins, James Dunn